# High Standard HDM
Le High Standard HDM est un pistolet semi-automatique équipé d'un silencieux intégré. Basé sur le High Standard HD (en), il a été adopté par l'Office of Strategic Services (OSS) pendant la Seconde Guerre mondiale. Le chef de l'OSS Bill Donovan a fait une démonstration du pistolet au président Franklin Roosevelt dans le Bureau ovale. En raison de problèmes juridiques en temps de guerre, les balles full metal jacket .22 Long Rifle ont été développées pour ce pistolet.
On le trouve encore dans les inventaires des États-Unis, notamment ceux de la CIA, des Marines et des forces spéciales,,. L'arme a également été attribuée aux pilotes du Lockheed U-2.

## Présentation
Le High Standard HDM est un pistolet semi-automatique équipé d'un silencieux intégré qui réduit le bruit de plus de 20 décibels. Ce modèle de pistolet a été initialement livré le 20 janvier 1944, et les premiers modèles contractuels étaient bleus avec une finition Parkerized (phosphate) sur le silencieux. Les modèles suivants étaient entièrement parkerisés. Les modèles produits pour la CIA après la Seconde Guerre mondiale étaient également bleuis. L'arme est équipée d'un levier de sécurité monté sur la carcasse à gauche, dans une position similaire à celle du M1911A1 et du Browning GP. Le guidon est à lame fixe et le cran de mire est fixe et à encoche carrée.
Cette arme utilise un chargeur monté sur le talon. L'arme est efficace à courte portée si l'on tient compte de la faible énergie de la balle tirée. Son design est simple et typique de l'époque à laquelle elle a été conçue.
Le pistolet HDM a également été fabriqué en Argentine.